# Macedônia do Norte nos Jogos Olímpicos de Verão de 2024
Macedônia do Norte participou dos Jogos Olímpicos de Verão de 2024, realizados em Paris, na França. Foi a oitava aparição consecutiva do país nos Jogos Olímpicos de Verão desde a estreia como República da Macedônia em Atlanta 1996.
Foi representado por seis atletas que competiram em um esporte cada, mas nenhum conquistou medalhas.

## Competidores
Esta foi a participação por modalidade nesta edição:
| Esporte   | Masculino | Feminino | Total |
| --------- | --------- | -------- | ----- |
| Atletismo | 1         | 0        | 1     |
| Judô      | 1         | 0        | 1     |
| Lutas     | 1         | 0        | 1     |
| Natação   | 1         | 0        | 1     |
| Taekwondo | 0         | 1        | 1     |
| Tiro      | 0         | 1        | 1     |
| Total     | 4         | 2        | 6     |

## Desempenho

### Atletismo
Masculino
Eventos de estrada
| Atleta          | Evento   | Final   | Final | Ref.  |
| Atleta          | Evento   | Tempo   | Pos.  | Ref.  |
| --------------- | -------- | ------- | ----- | ----- |
| Dario Ivanovski | Maratona | 2:28:15 | 69    | [ 5 ] |

### Judô
Masculino
| Atleta         | Evento    | Primeira fase          | Oitavas              | Quartas              | Semifinais           | Repescagem           | Final / DB           | Final / DB | Ref.  |
| Atleta         | Evento    | Adversário Resultado   | Adversário Resultado | Adversário Resultado | Adversário Resultado | Adversário Resultado | Adversário Resultado | Pos.       | Ref.  |
| -------------- | --------- | ---------------------- | -------------------- | -------------------- | -------------------- | -------------------- | -------------------- | ---------- | ----- |
| Edi Šerifovski | Até 81 kg | BRA G Schimidt D 00–11 | Não avançou          | Não avançou          | Não avançou          | Não avançou          | Não avançou          | =17        | [ 6 ] |

### Lutas

#### Livre
Masculino
| Atleta          | Evento    | Oitavas               | Quartas              | Semifinais           | Repescagem           | Final / DB           | Final / DB  | Ref.  |
| Atleta          | Evento    | Adversário Resultado  | Adversário Resultado | Adversário Resultado | Adversário Resultado | Adversário Resultado | Pos.        | Ref.  |
| --------------- | --------- | --------------------- | -------------------- | -------------------- | -------------------- | -------------------- | ----------- | ----- |
| Vladimir Egorov | Até 57 kg | IND A Sehrawat D 0–10 | Não avançou          | Não avançou          | Não avançou          | Não avançou          | Não avançou | [ 7 ] |

### Natação
Masculino
| Atleta             | Evento      | Eliminatórias | Eliminatórias | Semifinal | Semifinal | Final       | Final       | Ref.  |
| Atleta             | Evento      | Tempo         | Pos.          | Tempo     | Pos.      | Tempo       | Pos.        | Ref.  |
| ------------------ | ----------- | ------------- | ------------- | --------- | --------- | ----------- | ----------- | ----- |
| Nikola Ǵuretanoviḱ | 400 m livre | 4:05.38       | 37            | —         | —         | Não avançou | Não avançou | [ 8 ] |

### Taekwondo
Feminino
| Atleta         | Evento    | Oitavas              | Quartas              | Semifinais           | Repescagem           | Final / DB           | Final / DB  | Ref.  |
| Atleta         | Evento    | Adversário Resultado | Adversário Resultado | Adversário Resultado | Adversário Resultado | Adversário Resultado | Pos.        | Ref.  |
| -------------- | --------- | -------------------- | -------------------- | -------------------- | -------------------- | -------------------- | ----------- | ----- |
| Miljana Reljiḱ | Até 57 kg | GBR J Jones V 2–1    | LBN L Aoun D 0–2     | Não avançou          | Não avançou          | Não avançou          | Não avançou | [ 9 ] |

### Tiro
Feminino
| Atleta               | Evento              | Qualificação | Qualificação | Final       | Final       | Ref.   |
| Atleta               | Evento              | Marca        | Pos.         | Marca       | Pos.        | Ref.   |
| -------------------- | ------------------- | ------------ | ------------ | ----------- | ----------- | ------ |
| Anastasija Mojsovska | Carabina de ar 10 m | 625.3        | 31           | Não avançou | Não avançou | [ 10 ] |